# Paradelphomyia (Oxyrhiza) bhava
Paradelphomyia (Oxyrhiza) bhava is een tweevleugelige uit de familie steltmuggen (Limoniidae). De soort komt voor in het Oriëntaals gebied.